# Denis Browne (Bischof)
Denis George Browne, CNZM (* 21. September 1937 in Auckland, Neuseeland; † 1. September 2024 ebenda) war ein neuseeländischer Geistlicher und römisch-katholischer Bischof von Hamilton in Neuseeland.

## Leben
Denis George Browne empfing am 30. Juni 1962 die Priesterweihe für das Bistum Auckland.
Papst Paul VI. ernannte ihn am 21. März 1977 zum Bischof von Rarotonga. Die Bischofsweihe spendete ihm der Weihbischof in Auckland, John Hubert Macey Rodgers SM, am 29. Juni desselben Jahres; Mitkonsekratoren waren Reginald John Kardinal Delargey, Erzbischof von Wellington, und John Mackey, Bischof von Auckland.
Papst Johannes Paul II. ernannte ihn am 6. Juli 1983 zum Bischof von Auckland und am 19. Dezember 1994 zum Bischof von Hamilton in Neuseeland.
Am 22. November 2014 nahm Papst Franziskus seinen altersbedingten Rücktritt an.
Browne starb am 1. September 2024 im Alter von 86 Jahren.